# Lijst van voetbalclubs - C
Dit is een lijst van voetbalclubs met als beginletter een C.
- Cádiz
- Caernarfon Town
- SP Cailungo
- Cagliari
- Cambuur Leeuwarden
- Candás CF
- Cannes
- Canterbury United
- Cantonal Neuchâtel
- Cardiff City
- Cardiff Metropolitan University FC
- Carlisle United
- FC Carl Zeiss Jena
- Carmarthen Town AFC
- Carroi
- Casa del Benfica
- Castletown Metropolitan FC
- Caudal Deportivo
- Cavalry FC
- Cavaly AS
- Ceares
- Cefn Druids AFC
- Čelik Zenica
- Celje
- Celta de Vigo
- Celtic
- AS Central Sport
- RKSV Centro Dominguito
- Centro Social Deportivo Barber
- Cercle Brugge
- Çetinkaya Türk SK
- CfR 04 Bonn
- CfR 1899 Köln
- Chabab Mohammedia
- SC Cham
- Chamois Niortais FC
- Changchun Yatai
- Sporting Charleroi
- Charlton Athletic
- GD Chaves
- CS Chênois
- Chelsea
- Cheltenham Town
- Chester City
- Chesterfield FC
- FC Chiasso
- Chicago Fire
- Chievo Verona
- Chivas USA
- FK Choedzjand
- FC Cincinnati
- CIVO United
- Club Brugge
- Club Siero
- Club Valencia Malé
- Clyde
- Cobán Imperial
- Coin Nord
- Colby AFC
- Colchester United
- Colorado Rapids
- Columbus Crew
- Comunicaciones
- Concordia Basel
- Concordia Hamburg
- Concordia Königsberg
- Concordia Plauen
- Concordia Schneeberg
- Concordia Wilhelmsruh
- Condal CF
- Constel·lació Esportiva
- Corinthians AFC
- Cosmos
- FC Costuleni
- Coventry City
- Cowdenbeath
- CR Belouizdad
- Crewe Alexandra
- Croatia Sesvete
- Crystal Palace
- CSKA Moskou
- CSKA Sofia
- CS Sedan Ardennes
- CFR Cluj

A · B · C · D · E · F · G · H · I · J · K · L · M · N · O · P · Q · R · S · T · U · V · W · X · Y · Z